# Glen Berry
Glen Berry (Romford, Reino Unido, 21 de abril de 1978) é um ator britânico.

## Primeiros Passos
Berry começou a frequentar a Escola de Teatro Anna Scher School em Londres em 1993, e seus primeiros passos no mundo do espetáculo incluiu uma parte como um skinhead em um anúncio para serviço voluntário.

## Carreira
A partir de 1995, ele teve um papel frequente na novela London Bridge. Fez sucesso atuando como Jamie no filme Beautiful Thing, de 1996, cujo tema central era a homossexualidade e sua descoberta na adolescência. Atuou juntamente com outro aluno da Escola de Teatro Anna Scher, Scott Neal. Créditos adicionais em atuação incluem vários filmes da TV BBC, como Blood and Fire and Between the Lines (série de TV). Outros papéis incluíram uma participação especial na série de TV The Bill – da ITV – novamente com Scott Neal; e um papel no programa de televisão Trust – da BBC – em 2003.
Glen Berry retirou-se do mundo da atuação em 2003 e agora trabalha como um gerente de vendas de automóveis em Chelmsford, Essex.

## Atuações
- 2003: The Bill   .... Terry Fraser (1 episódio, 2003)
- 2003: Trust   .... Paralegal (1 episódio, 2003)
- 2001: From Hell   .... Young Labourer
- 2001: Midsomer Murders   .... Ben (1 episódio, 2001)
- 2001: My Brother Tom   .... Policeman
- 1996: London Bridge   .... Jarvis Jones (4 episódios, 1996)
- 1996: London's Burning   .... Steve (1 episódio, 1996)
- 1996: Beautiful Thing    .... Jamie Gangel
- 1995: Casualty   .... Russell (1 episódio, 1995)
- 1995: Prime Suspect: Scent of Darkness   (TV) .... Wayne
- 1995: Grange Hill   .... Harry (2 episódios, 1995)
- 1994: Between the Lines   .... Max (1 episódio, 1994)